# 瑰珀

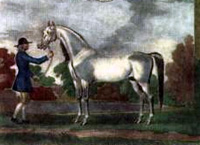
瑰珀

瑰珀（Crab, Old Crab、1722年 - 1750年）在英國出生，為東方雄馬與英國母馬交配所生的第一代純種馬。

## 競賽成績
1727-29年間在英國競賽生涯取得五捷（或有傳六捷），之後退役作配種馬。

## 配種成績
退役後作為種馬取得很高的評價，其曾孫エイムウェル更成為唯一一匹非出自三大始祖的父線子嗣取得葉森打比冠軍，成為三大始祖以外最成功的父系種馬。瑰珀及父親艾閣阿拉伯到18世紀時仍然具影響力，與當時的King Fergus和Pot-8-Os等種馬看齊，1748-50年間成為英國種馬冠軍。

## 血統遺傳
但是由於遺傳病的問題，漸漸地被育馬者淘汰，到今天其直系父線子嗣已絕跡了，只可從母線中找到牠的後代。
還有，現今幾乎所有灰色的純種馬遺傳基因，都是來自瑰珀，這或可追溯至其父艾閣阿拉伯或母線的祖先布朗洛土耳其（Brownlow Turk）及費法斯摩洛哥巴布（Fairfax Morocco Barb）。
其女兒Blossom及Crab Mare（1750）將其灰色毛色的基因遺傳到今天，著名後代有天才舞者、Caro、Mahmoud、Tetratema、The Tetrarch、Roi Herode、Le Sancy等。

## 外部連結
- 血統表 （页面存档备份，存于）
- Thoroughbred Heritage - Historic Sires （页面存档备份，存于）
- Thoroughbred Bloodlines - Eighteenth Century Stallions （页面存档备份，存于）